# Corridoio paneuropeo VI
Il corridoio paneuropeo VI è una delle dieci vie di comunicazione dell'Europa centro-orientale, relativa ad un collegamento tra la Polonia, la Slovacchia e la Repubblica Ceca.
Attraversa le città di Danzica, Katowice, Žilina e si suddivide in un ramo:
- Ramo A: Katowice, Brno.